# بيدرو ارسي
بيدرو ارسي (بالإسبانية: Pedro Arce Latapí)‏ هو لاعب كرة قدم مكسيكي في مركز الوسط، ولد في 25 نوفمبر 1991 في سالتيو في المكسيك. لعب مع نادي أمريكا ونادي باولم ونادي كافالا.

## وصلات خارجية
- بيدرو ارسي على موقع قاعدة بيانات كرة القدم.إي يو (الإنجليزية)
- بيدرو ارسي على موقع Soccerway.com (الإنجليزية)